# Старий з онуком

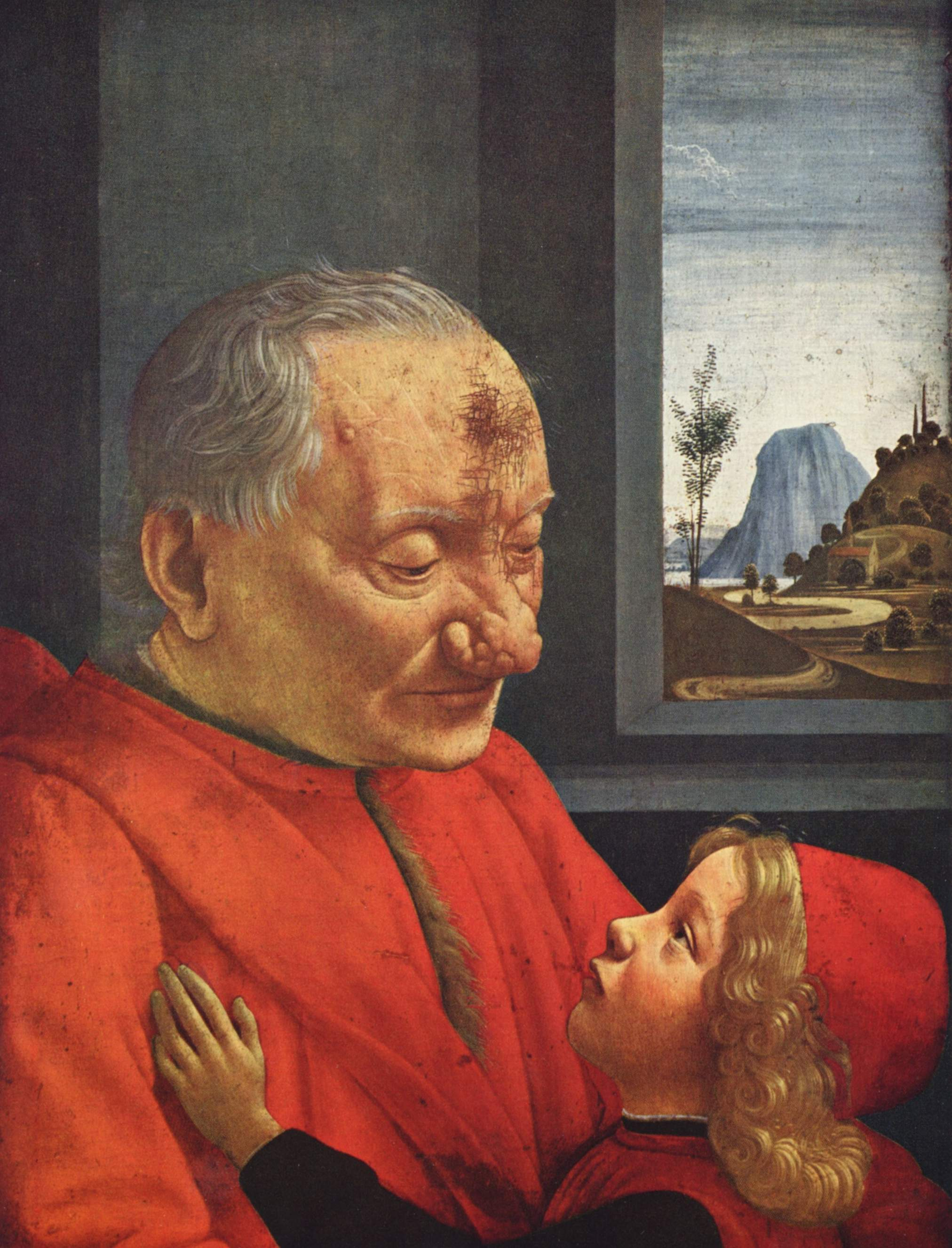
Картина до реставрації.

«Портрет старого з онуком» (італ. Ritratto di vecchio con nipote) — картина створена Доменіко Гірландайо та виставлена у музеї Лувр у Парижі. Картину було придбано музеєм у 1880 році й вона є однією з найвідоміших робіт митця. Ця картина виділяється реалізмом серед інших творів епохи Кватроченто.

## Опис
У центрі композиції картини знаходиться безперечний акцент — вражений ринофімою ніс старого. Цей об'єкт привертає погляд, однак навколо передано багато емоційних відтінків. Портрет привертає одночасними відмінностями і подібностями старого та дитини. Дід, обережно обіймаючи, тримає на руках онука, дивлячись на нього зі стриманим захватом і одночасно з певною гіркотою, а той з не меншою зворушливою довірливістю дивиться в очі діду, поклавши на нього руку.
Старий відверто негарний, але почуття любові до дитини зовсім змінює ставлення до нього глядача. Крізь відкрите вікно видно італійський пейзаж — долина, по якій стрічкою в'ється ріка. У далечині видніються пагорби та скелі.

## Провенанс
Провенанс картини невідомий до 1880 року, тоді її купив Лувр, після того, як картину відмовився купити берлінський Музей Боде через жалюгідний стан картини. Декілька джерел кінця XIX століття повідомляли про те, що поверхню картини довелося очищати й шліфувати, оскільки на обличчі старого були глибокі подряпини. 1996 року подряпини та фрагменти з відсутньою фарбою були очищені та відновлені.

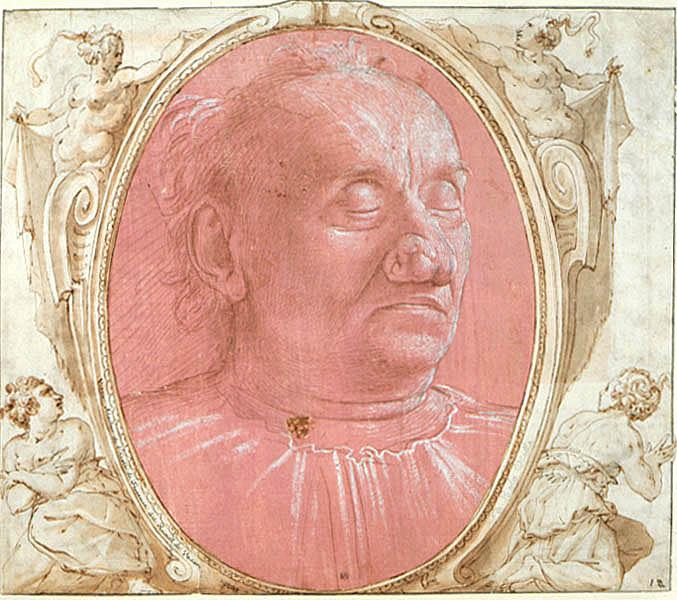
«Голова старого». Малюнок Гірландайо, 28,1×21,5 см. Національний музей, Стокгольм.

Зображений на картині старий безперечно був реальною людиною, оскільки колись у художника Джорджо Вазарі зберігався малюнок Гірландайо з посмертним портретом цієї самої людини. Тепер цей малюнок знаходиться в Національному музеї Швеції.